# オールナイトニッポンいいネ!
オールナイトニッポンいいネ!は、ニッポン放送をキーステーションに2003年3月31日～2004年3月25日に放送されていたヤング・ラジオ番組である。オールナイトニッポンシリーズの1つ。

## 概要
ニッポン放送の夜ワイド～深夜枠レーベルLF+R廃止に伴い、allnightnippon SUPER!に代わって2003年3月31日スタート。タイトルにいいネ！とあるが、同時期にニッポン放送で番組を持っていたクレイジーケンバンドの横山剣がよく口にするフレーズ「イイね!」とは無関係である。
放送時間は前番組の「allnightnippon SUPER」に引き続き、月曜日-木曜日の22:00-24:00で、テーマソングは25時台のビター・スウィート・サンバではなく、H.EATの「眠る前に」だった。
「いいネ!」と同じヤング層をターゲットとした文化放送「レコメン!（同時間帯1位）」や大人層向けTBSラジオ「BATTLE TALK RADIO アクセス」には勝てず、聴取率がふるわなかったため、2004年3月25日終了と1年の短期間に終わったが、21時台の「目からウロコ!21」（2003年9月～）から24時台の「知ってる?24時。」とあわせて聴く中高生もいたため、また全国ネットということもあって、リスナーの絶対数は多かった。

## 全曜日共通コーナー
- いいネ!学園今日はお前がクイズ当番

『ヤングパラダイス』の「ドカンクイズ」以後、歴代夜ワイド番組からの系譜を受け継いだリスナー参加型のクイズコーナー。LF+Rの時代は一度廃止されたが本番組開始にあたり復活した。リスナー(同じ学校の4人)が日替わりで電話出演して10問のクイズに答える。1問正解で1000円。ただし10問のうち1問だけ「落第」が入っており、それに回答しようとするとクイズが終了し、賞金は一切無しとなる。このため、リスナーは2回だけパスが出来る。（パスも正解とみなした。）木曜日には「追試ルーレット」があり、参加校がそれまで獲得していた賞金が2倍・そのまま・ゼロのいずれかとなった。
- RYTHEM マイ ダイアリー

RYTHEMが自分の日記を読む、五分間の箱番組。テーマソングはRYTHEMのブルースカイ・ブルー。最終週には、RYTHEM自身がその月に感じたことから作った楽曲、記念日ソングを披露した。
通常は本編に内包されるが、特番の場合は本編枠外での放送となっていた。

## パーソナリティ
- 月曜 田村淳（ロンドンブーツ1号2号）(続投)
  - 本番組の開始前、1996年10月から2003年3月にかけて火曜2部→月曜1部→月曜SUPER!をコンビで担当。さらにこの番組の終了後、2004年9月まで半年間金曜1部を担当した。
- 火曜 木下明水
  - 関東ローカルではクレジット読み上げの際、スポンサー1社読み上げると同時に「いいネ!」と言っていた。
- 水曜 TAKEMURA（SNAIL RAMP）(復帰)
  - 1999年10月から2001年6月まで、金曜日の@llnightnippon.comを担当していた。
- 木曜 グローバー義和（Jackson vibe）(24時台から移動)
  - 正式な番組名は「グローバーのオールナイトニッポンいいネ!」。本番組の終了後、2005年3月まで1年間土曜日のオールナイトニッポンRを担当した。

## ネット局
| STVラジオ(STV)                    | 青森放送(RAB)                     | IBC岩手放送(IBC)                   | 山形放送(YBC)                      | ラジオ福島(RFC) |
| 北日本放送(KNB)                   | 山梨放送(YBS)                     | 北陸放送(MRO)                      | 福井放送(FBC)                      | 静岡放送(SBS)   |
| 東海ラジオ(SF)                    | KBS京都(KBS)                      | KBS滋賀(KBS)                       | 和歌山放送(WBS)                    | 山陰放送(BSS)   |
| 中国放送(RCC)                     | 山口放送(KRY)                     | 西日本放送(RNC)                    | 南海放送(RNB)                      | 高知放送(RKC)   |
| 九州朝日放送(KBC)                 | 長崎放送(NBC)                     | NBCラジオ佐賀(NBC)                 | 熊本放送(RKK)                      | 大分放送(OBS)   |
| 宮崎放送(MRT)                     |                                   |                                    |                                    |                 |
| 信越放送(SBC)（月曜日は未ネット） | 信越放送(SBC)（月曜日は未ネット） | AM KOBE 558(AMK)（現・ラジオ関西） | AM KOBE 558(AMK)（現・ラジオ関西） |                 |